# جودیت مالینا
جودیت مالینا (انگلیسی: Judith Malina؛ زادهٔ ۴ ژوئن ۱۹۲۶ - درگذشته ۱۰ آوریل ۲۰۱۵) هنرپیشه، نویسنده و کارگردان اهل ایالات متحده آمریکا و زاده آلمان بود.
او و همسرش جولیان بک مؤسس گروه تئاتر زندگی بودند که یکی از معروفترین و اثر گذارترین کمپانی‌های تئاتر با گرایش‌های رادیکال سیاسی در دهه ۵۰ و ۶۰ ایالت متحده بوده‌است. وی همچنین برنده جوایزی همچون کمک هزینه گوگنهایم شده‌است.
مالینا در ۱۰ آوریل ۲۰۱۵ در انگلوود، نیوجرسی درگذشت.

## گزیدهٔ فیلم‌شناسی
- موجودات شعله‌ور (۱۹۶۳)
- آبنبات (۱۹۶۸)
- عشق و خشم (۱۹۶۹)
- بعدازظهر سگی (۱۹۷۵)
- روزگار رادیو (۱۹۸۷)
- داستان‌های آمریکایی، غذا، خانواده و فلسفه (۱۹۸۹)
- دشمنان، یک داستان عاشقانه (۱۹۸۹)
- بیداری‌ها (۱۹۹۰)
- خانواده آدامز (۱۹۹۱)
- مقدسین خانواده (۱۹۹۳)
- موسیقی از اتاقی دیگر (۱۹۹۸)
- روز برفی (۲۰۰۰)
- خاطرات نیویورک (۲۰۱۰) از روزا فون پراونهایم
- بخشش جودیت مالینا (۲۰۱۹)